# Costasiella kuroshimae
Costasiella kuroshimae, potocznie nazywany morską owieczką – gatunek ślimaka morskiego z rodziny Costasiellidae.

## Systematyka
Gatunek ten opisała w 1993 roku Marina Ichikawa w oparciu o 4 okazy odłowione w 1991 roku w pobliżu japońskiej wyspy Kuro-shima na algach z gatunku Avrainvillea lacerata. Epitet gatunkowy pochodzi od japońskiej nazwy tej wyspy.

## Charakterystyka
Przedstawiciele tego gatunku mają około 5 milimetrów długości i potrafią fotosyntezować. 

## Występowanie
Costasiella kuroshimae występuje w wodach w pobliżu Japonii, Filipin i Indonezji.